# Báthory Griseldis
Báthory Griseldis (Báthory Krisztina, 1569 – Zamość, 1590. március 14.) Báthory Kristóf erdélyi vajda és Bocskai Erzsébet (Bocskai István testvére) leánya.
1583. június 12-étől Jan Zamoyski lengyel királyi kancellár felesége. Jártas volt a humán tudományokban és a latin nyelvet is beszélte. Férjével latin nyelven levelezett. Leveleit Horányi Elek szerint a 18. század végén a Zamojski-féle levéltárban őrizték. Himlőben halt meg, három nappal leánya születése után.